# 信 (佛教)
信，佛教術語，指信仰的行為，或是信心本身。在佛教中，信仰是一個重要的概念，正確的信仰，特別是對於佛教三寶的信仰，稱為正信，或淨信。阿毘達摩中，將信列為心所之一。一般而言，佛教鼓勵四種信仰，也就是對於佛、法、僧與戒的信仰，稱為四不壞淨，或四不壞信。在五根、五力中，皆將信列入其中。華嚴宗有十信的說法。
信的反義字，為不信，以及疑。

## 概論
在佛教中，信是五根之一，指佛教徒對於佛陀所說的法，升起信心，由此生起菩提心，稱為信根，即四不壞淨。淨信是指心去除掉貪欲之後，得到心解脫的狀態，信的根源在於智慧，代表了心的澄淨性。
五根可以增長善法，當五根增長至強而有力狀態時，稱為五力。五力中的信力，同樣指四不壞淨，但是與信根相比，有程度上的差別。
信是善心所之一，說一切有部將其列入大善地法中。